# Michael Finnissy
Michael Finnissy (né le 17 mars 1946) est un compositeur et pianiste anglais. Sa musique est caractérisée par l'étendue des extrêmes que l'on retrouve souvent dans son travail ; on trouve fréquemment des structures binaires, souvent traitées comme une juxtaposition des textures, des registres et des tempos. Beaucoup des compositions de Finnissy sont des déclarations ou des réflexions sur des sujets d'importance personnelle, comme on peut le voir dans English Country-Tunes, et The History of Photography in Sound, entre autres.

## Biographie
Finnissy est né à Tulse Hill. Il a été boursier de la Fondation du Royal College of Music à partir de 1965-68, où il a étudié la composition avec Bernard Stevens et Humphrey Searle, un disciple de Webern, et le piano avec Edwin Benbow.
Il a été président de la Société internationale pour la musique contemporaine de 1990 à 1996.

## Enseignement
Finnissy a enseigné beaucoup à la nouvelle génération de compositeurs britanniques. Il a enseigné à l'université du Sussex, et est actuellement professeur de composition à l'université de Southampton. Parmi ses élèves, on trouve :
- Morgan Hayes
- Claudia Molitor (en)
- Andrew Fisher
- Jeroen Speak (en)
- Benjamin Wallfisch
- James Weeks
- Matt Lima
- Evren Celimli (en)

## Musique
Finnissy s'est fait connaître par l'aspect politique de sa musique, et il croit que la musique est « programmatique » dans une certaine mesure, c'est-à-dire qu'une composition existe non seulement dans l'esprit du compositeur, mais aussi à l'intérieur d'une culture et qu'elle reflète à la fois des idées extra-musicales et les pures préoccupations musicales du compositeur. La musique, loin d'être incapable d'exprimer autre chose qu'elle-même (comme le pensait Stravinsky) possède une force de changement. Cet engagement pour des thèmes politiques et sociaux est devenu de plus en plus fréquent au fur et à mesure que sa carrière a progressé. Par exemple, l'influence des thèmes homosexuels et des problèmes associés est apparue dans son travail, comme dans Shameful Vice en 1994, et plus explicitement dans Seventeen Immortal Homosexual Poets en 1997.